# Valério Schillo
Valério Schillo (Erechim, 23 de janeiro de 1957 — Erechim, 3 de março de 2008) foi um professor brasileiro, mais conhecido por revitalizar a equipe do Ypiranga Futebol Clube, de Erechim.

## Biografia
Nascido em 23 de janeiro de 1957, na cidade de Paulo Bento, Rio Grande do Sul, enquanto distrito de Erechim, Valério Schillo trabalhou primeiramente na agricultura, tornando-se posteriormente professor formado.
Tornou-se gerante financeiro da empresa de balas Peccin em 1983, e assumiu a direção do Instituto Anglicano Barão do Rio Branco em 1989, onde ficou conhecido nacionalmente por formar a primeira faculdade nacional do país. Entre outros feitos seus, administrou o Instituto Anglicano Mélanie Granier, de Bagé, firmou parceria com a Escola Vicentina Cristo Rei da cidade de Barão de Cotegipe, e criou o grupo de Convivência da Terceira Idade.
No ano de 2003, Valério assumiu a presidência do Ypiranga Futebol Clube, de Erechim, que estava afastado por dívidas financeiras e má condição do estádio Colosso da Lagoa, onde revitalizou o clube e o ajudou a conquistar o título da Segunda Divisão do Campeonato Gaúcho.
Valério faleceu aos 51 anos em março de 2008 devido a complicações de um câncer. Seu velório reuniu milhares de pessoas de Erechim, os jogadores do Ypiranga e personalidades anglicanas.
Em 18 de dezembro de 2009, o prefeito de Erechim Paulo Pólis inaugurou o Largo Valério Schillo por iniciativa do deputado Cesar Caldart, na praça da Bandeira.